# Station Hayes and Harlington
Station Hayes and Harlington is een spoorwegstation aan de Great Western Main Line in de plaatsen Hayes en Harlington, in de Londense buitenwijk Hillingdon.

## Geschiedenis
Het station ligt aan de door Isambard Kingdom Brunel ontworpen Great Western Main Line (GWML) die werd aangelegd om Londen vanaf station London Paddington te verbinden met de  grote steden in midden en west Berkshire, Bristol, Zuid-Wales. De lijn werd in stappen geopend en kreeg later ook vertakkingen naar Birmingham en Taunton. Het eerste deel tussen Paddington en de tijdelijke halte Maidenhead in Taplow werd op 4 juni 1838 geopend in afwachting van de voltooiing van de bakstenen brug met een overspanning hoog boven de Theems net ten westen van die tijdelijke halte. Het station in Hayes werd, afhankelijk van de geraadpleegde bron, geopend in 1864 of 1868.
Vanaf 1 maart 1883 werd het station (toen Hayes genoemd) bediend door District Railway, de latere District line tussen Mansion House en Windsor (centraal). Deze dienst bleek niet rendabel en werd op 30 september 1885 gestaakt. Geruime tijd was het station een kleine halte aan de GWML tot het in 1998 de aansluiting werd van de zijlijn naar Heathrow op de GWML. Vlak ten westen van het station kwam een conflictvrije aansluiting en de GWML werd tussen de aansluiting en Paddington, net als de zijlijn zelf, geëlektrificeerd ten behoeve van de Heathrow Express en de later toegevoegde stoptreinen van Heathrow Connect. 
In de plannen van crossrail uit dezelfde tijd van was Hayes & Harlington al opgenomen als onderdeel van hun oost-west lijn, de Elizabeth line. De bouw van de Elizabeth line begon in 2008 en zou eind 2018 geopend worden, waarbij de stoptreinen van Heathrow Connect zouden worden geïntegreerd in de Elizabeth line. Het bovengrondse deel van deze lijn ten westen van de stad bestaat uit bestaande spoorlijnen en stations, waaronder Hayes & Harlington, die zijn aangepast voor stadsgewestelijk verkeer. De Elizabeth line werd echter pas op 17 mei 2022 geopend, vooruitlopend hierop nam Transport for London (TfL) op 20 mei 2018 de stopdiensten tussen Paddington en Heathrow, de Heathrow Connect, over. Op 15 december 2019 nam ze ook de diensten op de westtak naar Reading onder haar hoede eveneens onder de naam TfL Rail. De diensten ten westen van Paddington worden sinds 24 mei 2022 gereden onder de naam Elizabeth line al moeten reizigers tot 6 november 2022 in Paddington overstappen tussen de bovengrondse perrons van het westelijke deel van de lijn en de ondergrondse perrons van het oostelijke deel van de Elizabeth line.

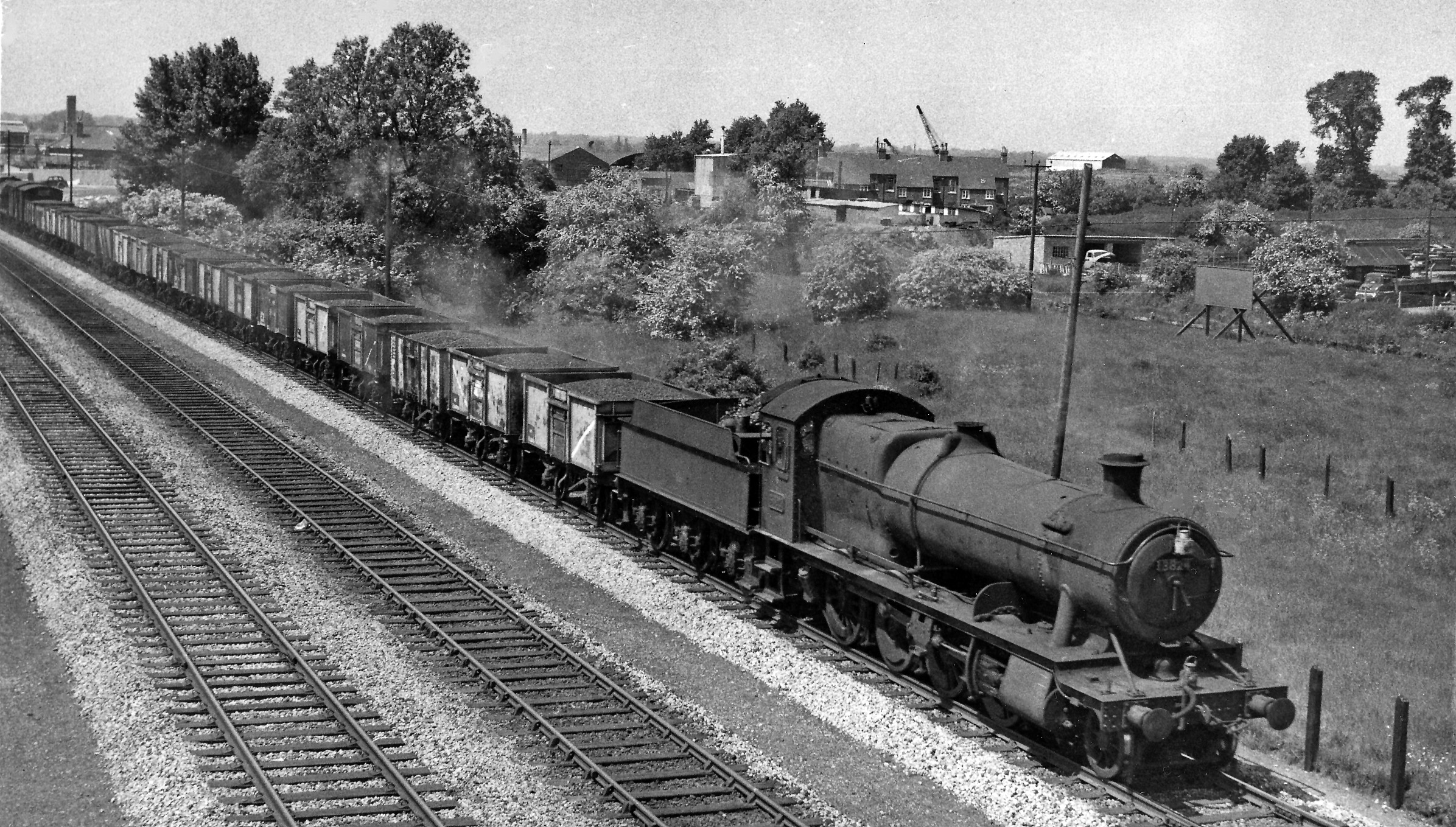
Een goederentrein in 1962 op weg naar Londen vlak ten westen van Hayes & Harlington.
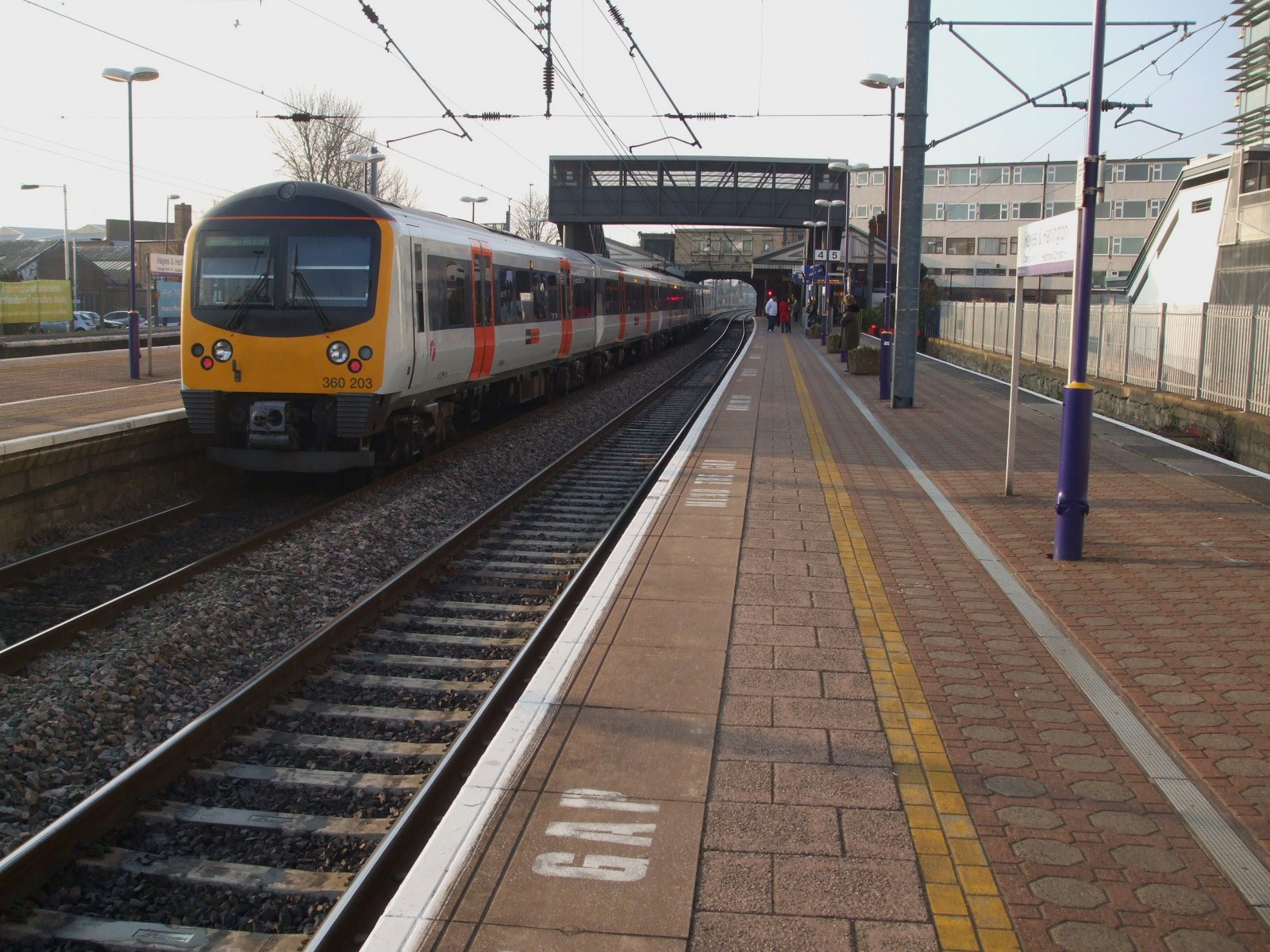
Heathrow Connect in Hayes & Harlington in 2008.
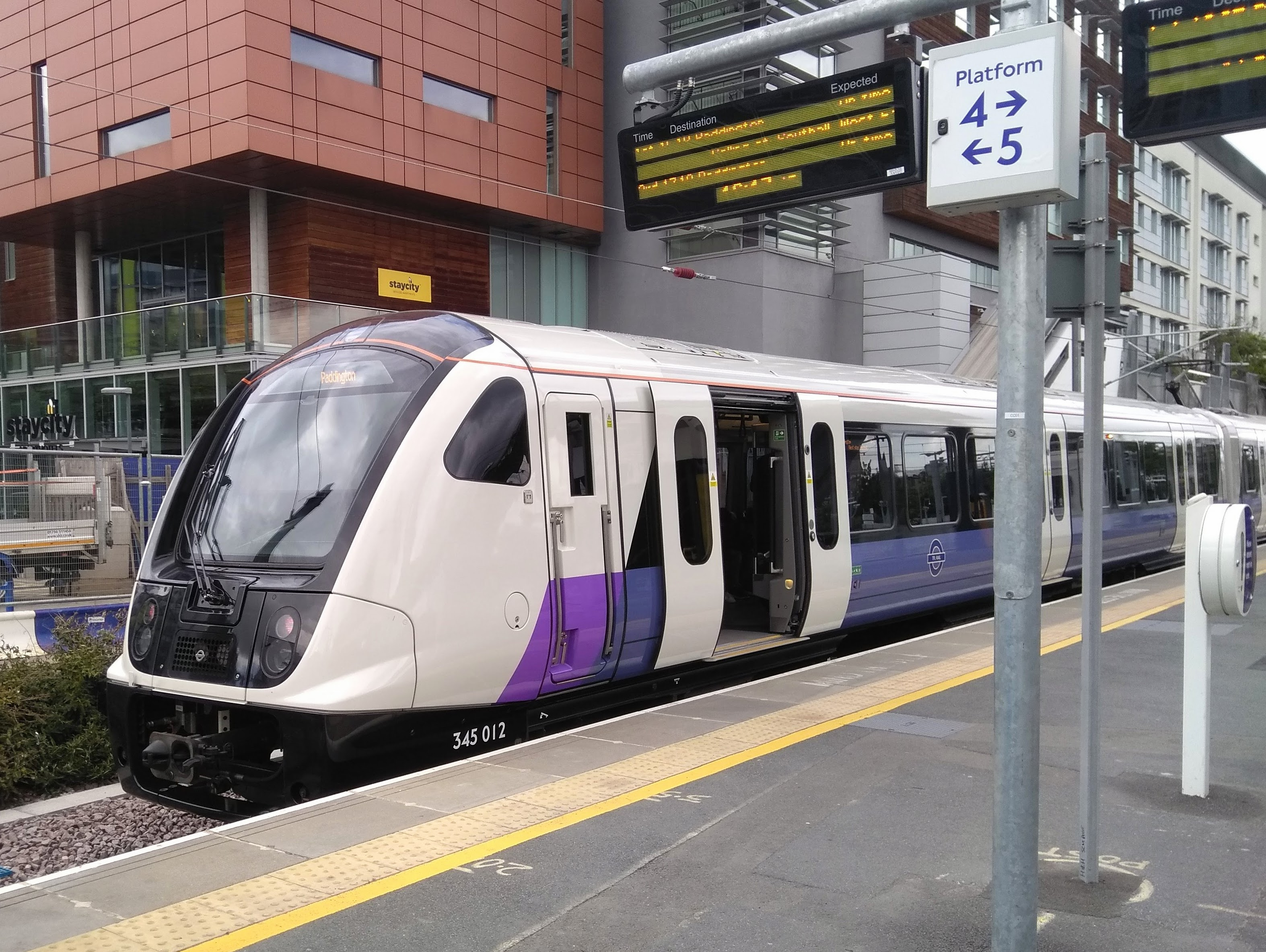
Treinstel 345012 (class 345) in Hayes & Harlington op 15 juni 2019.

## Ligging en inrichting
Hayes &Harlington ligt 17,5 km ten westen van London Paddington tussen Southall en West Drayton. Het station wordt beheerd door Transport for London en de meeste diensten worden verzorgd door de Elizabeth line tussen London Paddington en Reading of Heathrow. Het is gelegen langs de Station Road in Hayes en aan weerszijden van spoor liggen grote detailhandels clusters. De winkelstraat loopt vanaf het station 2,4 km naar het noorden waar bij het kruispunt met Uxbridge Road een derde detailhandels cluster is. Ten zuiden van Hayes ligt het dorp Harlington in de groene buffer tussen Hayes en de luchthaven. Aan de zuidrand van Harlington loopt de Bath Road waar grote hotels aan liggen als onderdeel van een cluster van Heathrow Airport Hotels.
Het station heeft vijf sporen, waarvan vier doorgaande en een kopspoor. De sporen 1 en 2 worden in de normale dienst alleen gebruikt door de sneldiensten, alleen in geval van werk aan het spoor of verstoringen in de dienstregeling wordt op deze sporen gestopt. De sporen 3 en 4 zijn voor de stopdiensten van en naar Londen, Heathrow Airport, Reading en Oxfordshire. Spoor 5 is het kopspoor dat vroeger gebruikt werd door de halfuurlijkse pendeltreinen van en naar Paddington. Sporen 1 en 5 zijn geschikt voor treinen met vijf bakken, de sporen 2, 3 en 4 bieden plaats aan treinen met negen bakken. De perrons langs spoor 3 en 4 zijn verlengd als onderdeel van crossrail om ze geschikt te maken voor de negenbaks treinstellen Class 345. Alle perrons zijn verbonden met een loopbrug naar het nieuwe stationsgebouw waarmee het station geheel rolstoeltoegankelijk was. De ingangen liggen bij Station Road en Station Approach / High Point Village.
Network Rail heeft verschillende aanpassingen gedaan om het station klaar te maken voor Crossrail:
- Nieuw stationsgebouw.
- Vier nieuwe liften om het station rolstoeltoegankelijk te maken.
- Perronverlenging langs de sporen 1–4.
- Nieuw 200 m lang kopspoor, ter vervanging van het bestaande.
- Nieuwe perronkappen voor het perron tussen spoor 4 en 5.
- Spoorwerkzaamheden om het eilandperron tussen spoor 2 en 3 te verbreden en toegang te bieden tot het nieuwe kopspoor.

## Heathrow aansluiting
Vlak ten westen van het station ligt Heathrow aansluiting waar de zijlijn naar Heathrow aftakt van de GWML. De bouw van de lijn naar Heathrow was aanleiding om het station en de GWML tussen Paddington en de aansluiting onder de draad te brengen met 25 kilovolt wisselspanning. De elektrificering in westelijke richting volgde in 2018 tot Reading als onderdeel van een project om de hoofdlijn te moderniseren. De aansluiting zelf heeft drie sporen, waarvan de zuidelijkste op maaiveld niveau afbuigt van de sporen voor sneldiensten uit Londen, het middelste kruist de sporen voor de sneldiensten met een viaduct en kan gebruikt worden voor sneldiensten naar Londen en de stopdiensten, lees Elizabeth line, naar de luchthaven. De stopdiensten van de luchthaven gebruiken het noordelijkste van de drie dat eveneens de sporen van de GWML kruist met een viaduct.

## Reizigersdienst
Treindiensten in Hayes & Harlington worden verzorgd door de Great Western Railway en de Elizabeth line.
De dienstregeling omvat:
- In de daluren van maandag t/m zaterdag:
  - 8 treinen per uur naar London Paddington
  - 2 treinen per uur naar Reading
  - 2 treinen per uur naar Didcot Parkway
  - 2 treinen per uur naar Heathrow Terminal 4
  - 2 treinen per uur naar Heathrow Terminal 5
- Op zondag:
  - 6  treinen per uur naar London Paddington
  - 2 treinen per uur naar Reading waarvan 1 doorgaat naar Didcot Parkway
  - 2 treinen per uur naar Heathrow Terminal 4
  - 2 treinen per uur naar Heathrow Terminal 5

Oyster "pay as you go" en contactloos betalen kunnen worden gebruikt voor reizen die beginnen of eindigen bij Hayes & Harlington.
Vanaf 6 november 2022 zullen de treinen op de Elizabeth line door de nieuwe tunnels onder het centrum van Londen, doorgaan naar station Abbey Wood in het zuidoosten van Londen en uiteindelijk Shenfield in het oosten. Hoewel buiten het kerntunnelgedeelte, zal Hayes & Harlington worden voorzien van een frequente ondergrondse dienst door de hoofdstad naar Docklands, Abbey Wood en Shenfield, ter vervanging van de huidige Great Western Railway-dienst.

## Cultuur
De film Trains at Hayes Station, waarin treinen met stereofonisch geluid door het station rijden, werd gefilmd vanaf het dak van de ter ziele gegane Eolische pianolafabriek net ten noorden van het station. De fabriek was gekocht door HMV toen het pianolabedrijf failliet ging als gevolg van fraude en technologische veroudering. De film is bijna het eerste voorbeeld van stereofonisch geluid bij bewegende beelden, een uitvinding van Alan Blumlein.